# Joanin (Lublin)
Pour les articles homonymes, voir Joanin.
Joanin (prononciation : [jɔˈanin]) est un village polonais de la gmina de Rudnik dans le powiat de Krasnystaw de la voïvodie de Lublin dans l'est de la Pologne.
Il se situe à environ 3 kilomètres au nord-ouest de Rudnik (siège de la gmina), 19 kilomètres au sud-ouest de Krasnystaw (siège du powiat) et 47 kilomètres au sud-est de Lublin (capitale de la voïvodie).

## Histoire
De 1975 à 1998, le village est attaché administrativement à la Voïvodie de Zamość.

Depuis 1999, il fait partie de la nouvelle voïvodie de Lublin.